# S-125

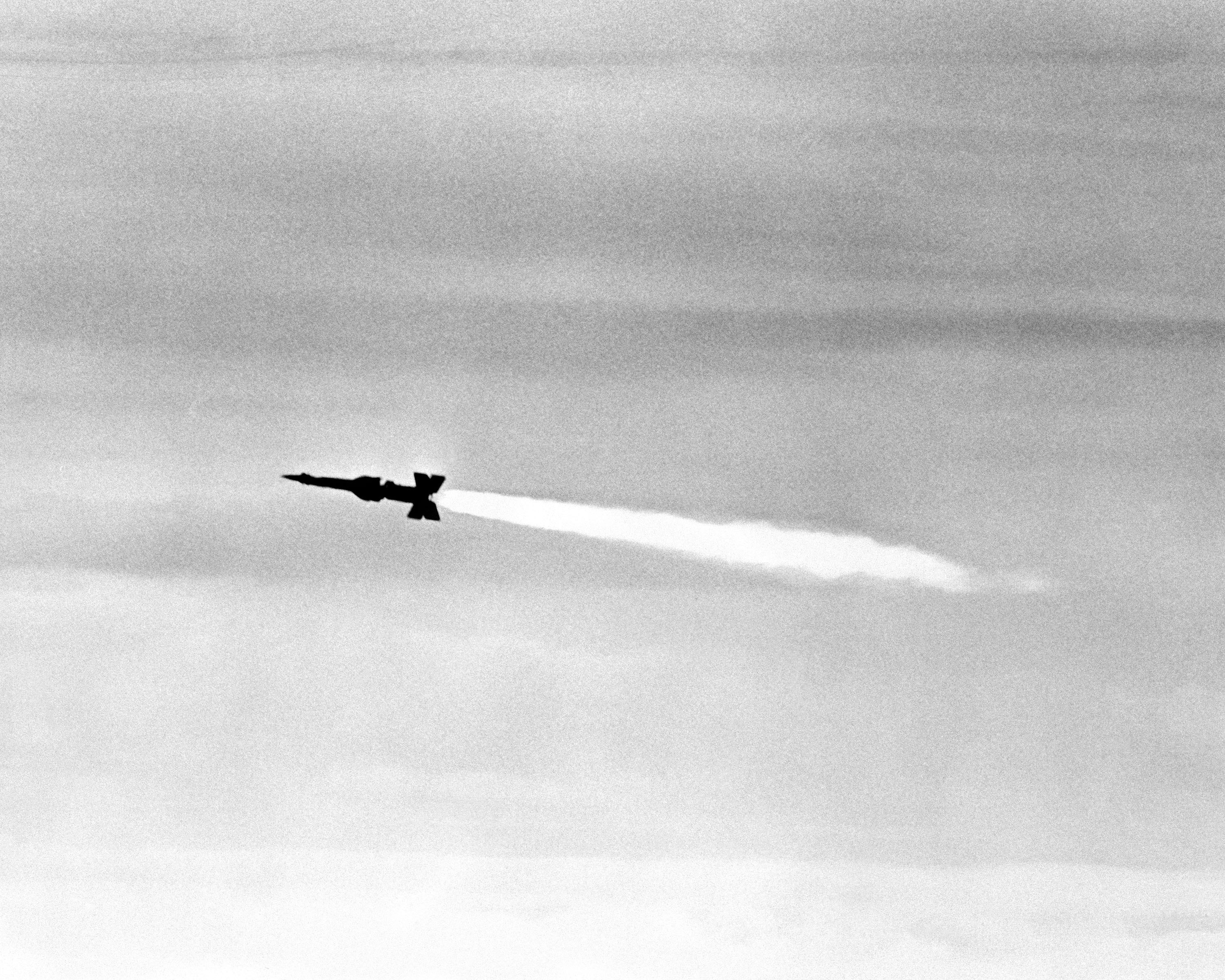
En 5V27-robot i flykten. Första steget har ännu inte brunnit ut.

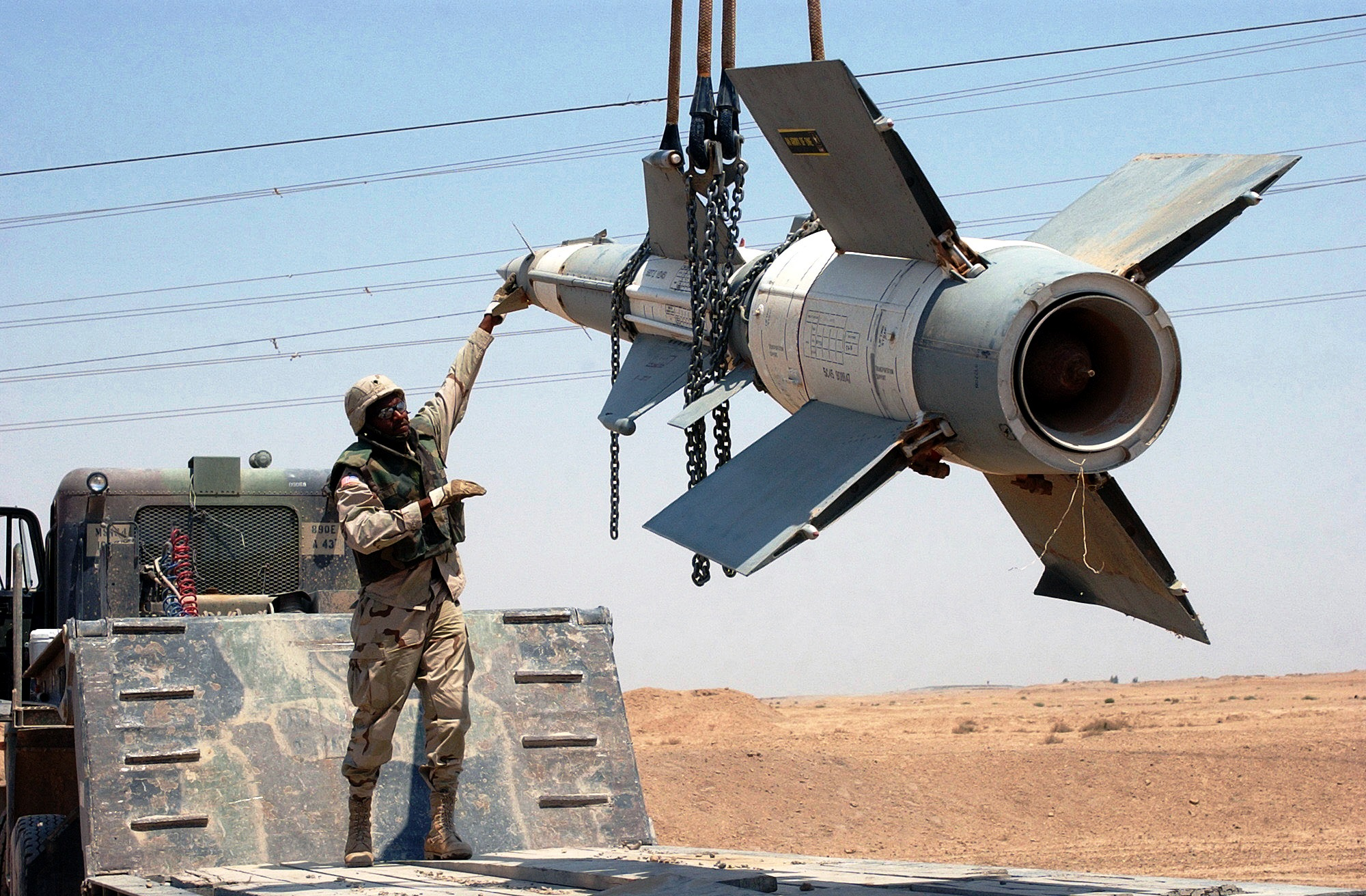
En irakisk 5V27-robot förbereds för skrotning.

S-125 (NATO-rapporteringsnamn: SA-3 Goa respektive SA-N-1 Goa) är ett sovjetiskt luftvärnsrobotsystem utvecklat som ett komplement till S-75 Dvina.

## Utveckling
19 mars 1965 beslutade Sovjetunionens ministerråd att designbyrån Almaz skulle utveckla ett nytt luftvärnsrobotsystem som kunde anfalla små mål på låg höjd. Syftet var att kunna skydda de stora och komplexa robotsystemen S-25 Berkut och S-75 Dvina mot låghöjdsanfall. Dessa system var konstruerade för att anfalla flygplan på hög till medelhög höjd och kunde inte verka mot mål på lägre höjd än 500 meter, dessutom var deras minimiräckvidd flera kilometer.
Designen byggde på S-75 Dvina, men för att kunna urskilja mål på låg höjd behövde radarns frekvens ökas till runt 9 GHz. Man behövde också utveckla en ny radiolänk och ett nytt zonrör som kunde fungera felfritt på låg höjd.
S-125 var också det första sovjetiska luftvärnsrobotsystemet som var kompakt nog att kunna baseras på fartyg. En marin version av systemet kallad Volna (ryska: Волна, ”våg”) utvecklades. Volna baserades på en dubbellavett med automatisk omladdning från ett robotmagasin under däck.
Erfarenheter från utnötningskriget mellan Israel och Egypten 1967 till 1970 visade på vikten att kunna verka mot mål trots störsändning, vilket ledde till systemet Neva-M1 där radarn kompletterades med TV-målsökaren 9Sj33A Karat-2 för att eldledaren skulle kunna följa målet optiskt. Det ledde också till den nya roboten 5V27 som var snabbare, hade längre räckvidd och var mindre känslig för radarstörningar.
När Sovjetunionen på 1980-talet började ersätta systemen S-75 och S-125 med S-300 påbörjade man att moderniseringsprogram för att göra begagnade S-125 system mer attraktiva för exportkunder. Det nya systemet Petjora-2 försågs med utvalda komponenter från S-300 systemet och kunde bland annat anfalla fler mål samtidigt. Den fick också den nya lavetten 5P73-2M monterad på en sexhjulsdriven terränglastbil vilket gav den större taktisk rörlighet.

## Historia

### Sovjetunionen
De första robotbatterierna började placeras ut runt Moskva 1961 för att komplettera de S-25 och S-75 system som redan fanns på plats. Systemet var mobilt, men saknade taktisk rörlighet eftersom det tog flera timmar att montera upp systemet. Det var tillräckligt för PVO, men armén ratade systemet och inledde i stället utvecklingen av 2K12 Kub. Flottan testade den marina versionen Volna på jagaren Bravyj och 1963 påbörjades modifiering av totalt åtta fartyg av klassen Projekt 56A och ytterligare åtta av klassen Projekt 57A. Systemet kom senare att användas på flera fartygsklasser, både jagare och kryssare.

### Mellanöstern
Första gången systemet användes i strid var av Egypten under utnötningskriget i slutet av 1960-talet. S-125 var överlägsen det tyngre systemet S-75 Dvina, främst för att den USA-tillverkade störsändaren AN/ALQ-101 inte kunde störa ut 9 GHz-bandet, vilket ledde till förlusten av ett flertal F-4 Phantom och minst en A-4 Skyhawk.
Under oktoberkriget användes S-125 även av Syrien med lika gott resultat. Även under Libanonkriget 1982 använde syriska trupper S-125, men vid det laget hade Israeliska flygvapnet hunnit utveckla fullgott skydd mot robotarna i form av mer avancerade störsändare.
Under Iran–Irak-kriget användes S-125 av båda sidor. Uppgifterna om hur effektivt systemet var är dock osäkra och i flera fall betydligt överdrivna. Under Kuwaitkriget lyckades irakiska trupper skjuta ner en F-16 Falcon och möjligen skada en B-52.

### Afrika
7 juni 1980 använde angolanska flygvapnet för första gången S-125 mot sydafrikanska flygvapnets Mirage F1. Två flygplan träffades, men båda lyckades landa och kunde återställas i flygbart skick.

### Jugoslavien
Den mest uppmärksammade insatsen gjordes 27 mars 1999 då 250:e luftförsvarsbrigaden av jugoslaviska armén lyckades skjuta ner en amerikansk F-117 Nighthawk. Det var den första (och hittills enda) gången som ett stealth-flygplan skjutits ner. Nerskjutningen antogs medföra att många av stealth-teknikens hemligheter avslöjades.
2 maj sköts ytterligare ett flygplan, en F-16 Falcon, ned av Neva-robotar.

## Varianter

### System
- Neva – Markbaserat system med fasta lavetter konstruerat för PVO.
- Neva-M1 – Moderniserad med tyngre 5V27-robotar och kompletterad med TV-målsökare.
- Neva-SC – Moderniserat system med digital elektronik tillverkad i Polen.
- Petjora – Mobilt system avsett för export.
- Petjora-2 – Uppgraderat med komponenter från systemet S-300.
- Petjora-2M – Uppgraderat med digital elektronik och optisk målsökare.
- Volna – Marint system med automatisk omladdning.
- Volna-M – Uppgraderad eldledningsradar för att kunna dra nytta av 5V27-robotarnas längre räckvidd.
- Volna-P – Kompletterad med värmekamera för bättre motståndskraft mot radarstörning.

### Lavetter
Neva
- 5P71 – Lavett för två robotar. Manuel omladdning.
- 5P73 – Lavett för fyra robotar (men kan endast bära tre av de tyngre 5V27-robotarna). Manuel omladdning.

Pechora
- 5P73-2M – Lavetten 5P73 monterad på en sexhjulsdriven terränglastbil.

Volna
- ZIF-101 – Lavett för två robotar. Automatisk omladdning från ett magasin om 16 robotar.
- ZIF-102 – Lavett för två robotar. Automatisk omladdning från ett magasin om 32 robotar.

### Robotar
- 5V24 (V-600) – Första generationens luftvärnsrobot.
- 5V27 (V-601) – Längre och tyngre robot med längre räckvidd och högre motståndskraft mot radarstörning.
- 5V27GP (V-601P) – Minskad minimiräckvidd till 2,7 km.
- 5V27GPS (V-601PK) – Inställbar känslighet på zonröret vilket ökar träffchansen mot mål på mycket låg höjd.